# 久保川達也
久保川 達也（くぼかわ たつや、1959年〈昭和34年〉 - ） は、日本の数理統計学者。東京大学名誉教授。創価大学大学院経済学研究科教授。日本統計学会賞受賞。

## 人物・経歴
山梨県東八代郡石和町（現在の笛吹市）の石和温泉の生まれ。山梨県立石和高等学校（現在の山梨県立笛吹高等学校）を経て、1982年筑波大学第一学群自然学類卒業。1984年筑波大学大学院理工学研究科修士課程修了。1987年筑波大学大学院数学研究科博士課程修了、理学博士。高等学校で数学の非常勤講師を務めながら研究を続け、同年筑波大学数学系助手。1989年東京大学工学部計数工学科講師。1994年東京大学経済学部助教授。1996年東京大学大学院経済学研究科助教授。2001年東京大学大学院経済学研究科教授。2003年日本統計学会理事。2025年東京大学名誉教授、創価大学大学院経済学研究科教授。

## 著書
- 『モデル選択―予測・検定・推定の交差点―』（下平英寿，伊藤秀一，竹内啓と共著）岩波書店 2004年
- 『統計学』（国友直人と共著）東京大学出版会 2016年
- 『現代数理統計学の基礎』共立出版 2017年
- 『Shrinkage Estimation for Mean and Covariance Matrices』 (津熊久幸と共著) Springer 2020年
- 『データ解析のための数理統計入門』共立出版 2023年
- 『公式と例題で学ぶ統計学入門』共立出版 2024年
- 『公式と例題で学ぶ大学数学の基礎』共立出版 2025年

## 受賞
- 日本統計学会小川研究奨励賞 1991年[2]
- 応用統計学会優秀論文賞 2007年[2]
- 日本統計学会研究業績賞 2011年[2]
- 日本統計学会賞 2015年[2]